# Edwin E. Floyd
Edwin Earl Floyd (* 1924 in Eufaula (Alabama); † 9. Dezember 1990) war ein US-amerikanischer Mathematiker, der sich mit Topologie (insbesondere Kobordismentheorie) beschäftigte.
Floyd studierte an der University of Alabama (Bachelor 1943) und wurde 1948 an der University of Virginia bei Gordon Whyburn promoviert (The extension of homeomorphisms). Er war 1948 Instructor an der Princeton University und ab 1949 Mitglied der Fakultät an der University of Virginia, wo er in den 1960er Jahren eng mit Pierre Conner über Kobordismentheorie zusammenarbeitete. In dieser Zeit war er dort Dekan der Fakultät für Mathematik (als Nachfolger von Whyburn 1966 bis 1969) und ab 1966 Robert C. Taylor Professor of Mathematics. 1974 wurde er Dekan der Faculty of Arts and Sciences und 1981 Vizepräsident und Provost der Universität. 1958/59 und 1963/64 war er am Institute for Advanced Study.
1960 bis 1964 war er Sloan Research Fellow. 1964 war er Hedrick Lecturer der Mathematical Association of America. 1981 erhielt er den Thomas Jefferson Award der University of Virginia. 1962 war er Invited Speaker auf dem Internationalen Mathematikerkongress in Stockholm (Some connections between cobordism and transformation groups). 
Conner-Floyd-Isomorphismen und Conner-Floyd-Chern-Klassen sind nach ihm und Conner benannt.

## Schriften
- mit Conner: Differentiable periodic maps, Springer 1964.